# アクセスインターナショナル
アクセスインターナショナルとは、外国製車椅子の輸入販売やコンピュータコンサルティング業務などを手がける会社。本社は東京都板橋区。

## 概要
1990年に車椅子の利用者でもある社長の手により創業。きっかけは、アメリカ合衆国で障害を負いリハビリを経て帰国した際、当時の日本国内の車椅子のレベルの低さに憤慨。外国製の車椅子の輸入販売を思いついたという。主に、アメリカのクイッキー・ブランドを手がけており、カラーやデザインなどの選択肢が極めて多いのが特徴。一般品のほか陸上競技、車いすバスケットボールなどの競技用車椅子も幅広く扱う。